# Ометеотль

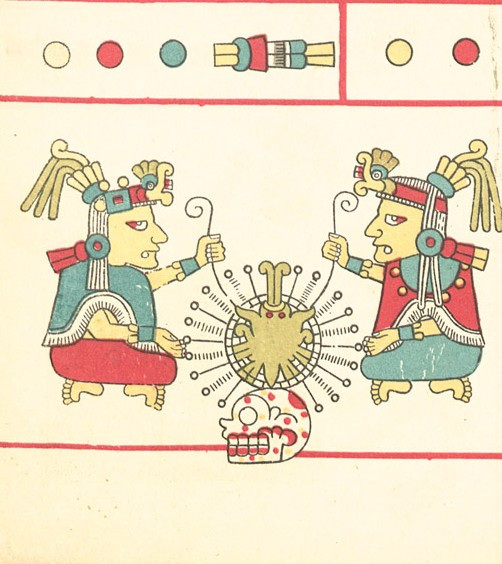
Ометекулі та Омесиватль в Кодексі Фейєрварі-Майєр

Ометеотль (Два боги) — божество з ацтекського пантеону, що виступає у двоїстій жіночо-чоловічий формі. Ометеотль є узагальненою назвою богів Ометекутлі та Омесиуатль, які водночас є уособленням Тонакатекутлі та Тонакасіуатль, тобто жіночого та чоловічого. За деякими міфами є уособленням (або одним з імен) Першотворця. Є покровителем 1 терцени (1 Крокодил — 13 Очерет) священного календаря (тональпоуаллі).

## Характеристика
Стосовно Ометеотля існують різні міфи. Відповідно розуміння ацтеками сутності цього божества розвивалося зі зміцненням державності. За деякими з них вони тлалламанак (дає основу землі) і тлаллічкатл (одягає землю бавовною), вони чорне і червоне, день і ніч. Разом з тим ясно висловлюють єдине начало, єдину дійсність, володіючи одночасно двома властивостями: чоловічою (Ометекутлі) й жіночою (Омесіуатль), розуміються як творче ядро, є загальною основою життя і всього існуючого. Світ, сонце, зірки отримують своє буття від Ометеотля, все залежить від них. В силу своєї основної творчої функції вони є матір'ю і батьком богів, створюють інші природні сили, обожнені релігією ацтеків. Своєю чергою це божество мешкає в Омейокані (місце дуальності), що знаходиться вище тринадцяти небес.
За іншими версіями міфу Ометеотль — лише назва Тонакатекутлі й Міктлантекутлі, що створили нових людей. Втім, обидва міфи пов'язані зі створенням людей та усього навколишнього. Такі протиріччя, на думку дослідників, можуть бути викликані неацтекською першоприродою міфології Ометеотля. Ацтеки запозичили його від чичимеків, напевне від теочичимеків. Тому з розвитком власної державності, включенням земель, де володарювали чичимеки, ацтеки намагалися прилаштувати міф про Ометеотля до власної космології.
Ометеотль часто зображується стариганом з подвійним дзеркалом у руці, що дме вночі та світиться вдень. В цьому, вважають низка вчених, відобразився вплив міфів про Тецкатліпоку. Інші — навпаки: старовинний міф (часів кочових науа) про Ометеотля «передав» частину своїх рис різним богам, що надалі стали ключовими у народів Месоамерики. Як доказ наводяться деякі вказівки у міфах, за якими Ометеотля був батьком богів — Тецкатліпоки чорного (власне Тецкатліпока), Тецкатліпоки червоного (Шіпе-Тотек), Тецкатліпоки білого (Кетцалькоатля), Тецкатліпоки синього (Віцилопочтлі). Цей варіант напевне є пізньою адаптацією ацтекських жерців та філософів-тламатіні. Інколи Ометеотль і є обома Тецкатліпоками (чорним і червоним). Проте в усіх міфах особливістю цього божества є двоїстість.
Жіноча природа божества вшанована на Поверсі спадщини Джуді Чикаго.